# Alexandre Sanson-Davillier
Alexandre-Joseph-Toussaint Sanson-Davillier (1793, Margency  - 25 avril 1863, Eaubonne ) est un négociant et industriel français.

## Biographie
Fils de Joseph Sanson et petit-fils de Robert-Toussaint Deschamps, doyen de la faculté de médecine de Caen, une de ses sœurs épousera Charles Legentil et une autre Jean Louis Denion-Dupin.
Alexandre Sanson s'établit comme négociant et manufacturier, rentrant dans les affaires de Jean Charles Joachim Davillier, dont il devient l'un des associés en 1821 et épouse sa fille Clémentine en 1825. 
Il est élu juge au tribunal de commerce de Paris en 1831.
Il est conseiller général de la Seine de 1832 à 1834, puis de 1839 à 1848.
Membre du conseil d'escompte de la Banque de France de 1831 à 1847, il est régent de la Banque de France de 1847 à sa mort. Il meurt le 25 avril 1863 et est enterré au cimetière du Père-Lachaise (40e division).
Il est le beau-père de Frédéric Hartmann.

### Sources
- Alain Plessis, Régents et gouverneurs de la Banque de France sous le Second Empire, 1985
- Romuald Szramkiewicz, Les régents et censeurs de la Banque de France nommés sous le Consulat et l'Empire, Droz, 1974
- Ustazade Silvestre de Sacy, Sanson-Davillier,... régent de la Banque de France, décédé le 25 avril 1863. Notice, par M. S. de Sacy,... discours prononcés le 27 avril 1863 sur la tombe de M. Sanson-Davillier par M. le Cte de Germiny,... et par M. Devinck,..., 1863